# Stazione di Tsugaru-Imabetsu
La stazione di Tsugaru-Imabetsu (津軽今別駅?, Tsugaru-Imabetsu-eki) è una stazione ferroviaria di Imabetsu, cittadina della prefettura di Aomori della regione del Tōhoku. Sebbene si trovi sull'isola di Honshū, la stazione, facendo parte della linea Tsugaru-Kaikyō, è sotto la gestione di JR Hokkaidō.

## Storia
La stazione di Tsugaru-Imabetsu fu aperta il 13 marzo 1988. A partire dal 2002 ferma solamente l'espresso limitato Hakuchō presso questa stazione.

### Hokkaidō Shinkansen

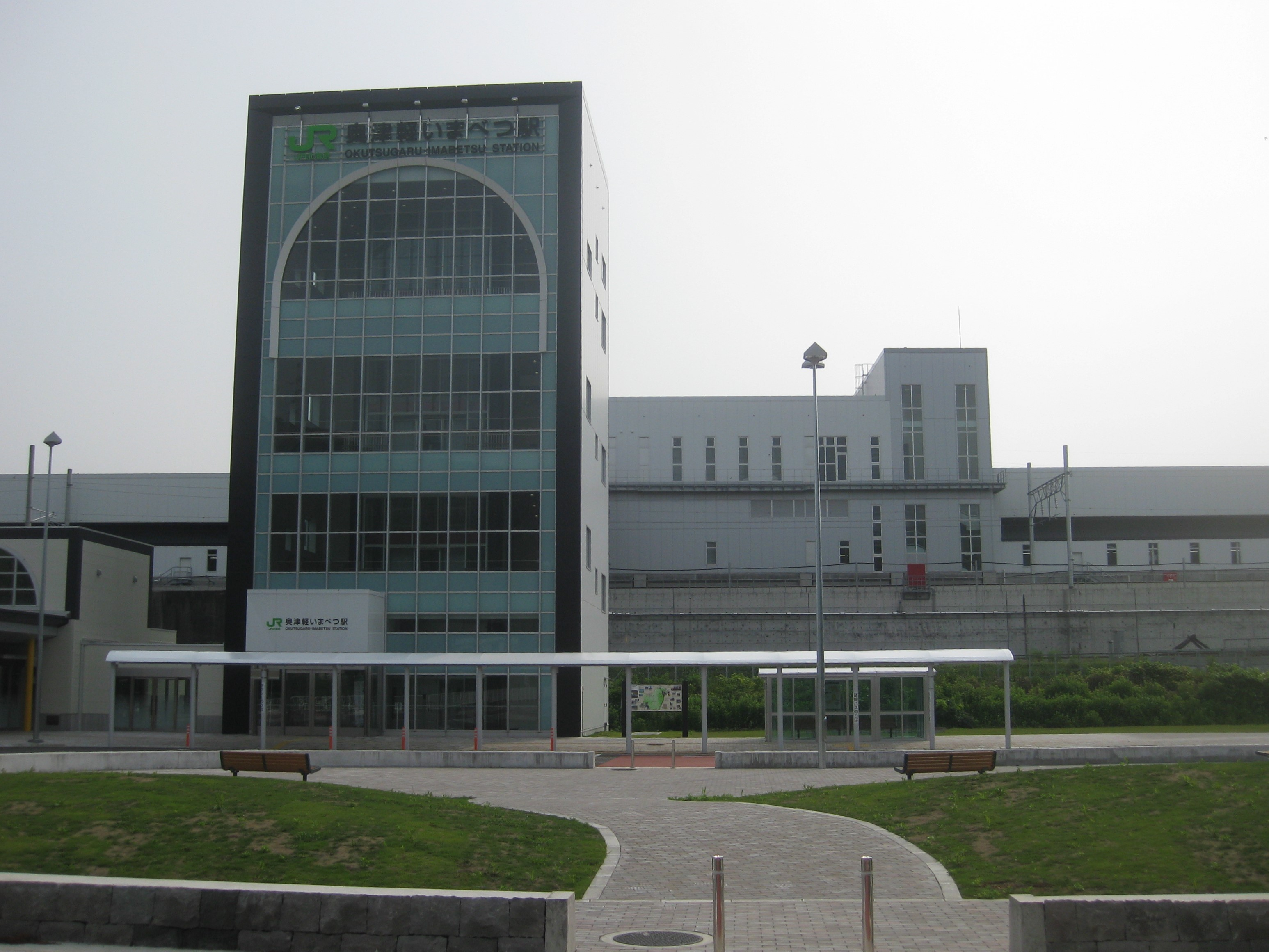
Oku-Tsugaru-Imabetsu-eki

La stazione è interessata attualmente dai lavori per la preparazione dell'Hokkaidō Shinkansen che transiterà per la stazione dal 2016. Il nome dell'impianto verrà cambiato in stazione di Oku-Tsugaru-Imabetsu (奥津軽いまべつ駅?, Oku-Tsugaru-Imabetsu-eki).

## Linee
- JR Hokkaido
  - Linea Tsugaru-Kaikyō
  - Hokkaidō Shinkansen (2016)

## Caratteristiche
La stazione, gestita da JR Hokkaido, è direttamente collegata all'adiacente stazione di Tsugaru-Futamata da un passaggio pedonale.

### Binari
La stazione è dotata di due binari con due marciapiedi laterali.
| 1 | ■ Linea Tsugaru-Kaikyō | per Hakodate e Sapporo              |
| 2 | ■ Linea Tsugaru-Kaikyō | per Shin-Aomori, Aomori e Hachinohe |